# Trichogramma mandelai
Espèce
Trichogramma mandelai est une espèce d'insectes micro-hyménoptères chalcidiens de la famille des Trichogrammatidae.
Il est utilisé en lutte biologique contre les lépidoptères ravageurs des cultures.[réf. nécessaire]

## Distribution
Cette espèce se rencontre au Tchad.

## Étymologie
Cette espèce est nommée en hommage à Nelson Mandela alors emprisonné.

## Publication originale
- Pintureau & Babault, 1988 : Systematique des especes africaines des genres Trichogramma Westwood et Trichogrammatoidea Girault (Hym. Trichogrammatidae). Colloques de l'INRA, vol. 43, p. 97-120.